# Dodecaceria opulens
Dodecaceria opulens är en ringmaskart som beskrevs av Gravier 1908. Dodecaceria opulens ingår i släktet Dodecaceria och familjen Cirratulidae. Inga underarter finns listade i Catalogue of Life.